# Tosterglope
Tosterglope er en kommune og en landsby i den sydøstlige del af Landkreis Lüneburg i den tyske delstat Niedersachsen.

## Geografi
Nahrendorf ligger i Naturpark Elbhöhen-Wendland. Kommunen er en del af Samtgemeinde Dahlenburg som har administration i byen Dahlenburg.

### Inddeling
I kommunen ligger landsbyerne
- Gut Horndorf
- Köhlingen
- Tosterglope
- Ventschau